# 59-й армейский корпус (вермахт)
59-й армейский корпус (нем. LIX. Armeekorps), сформирован 20 января 1942 года.

## Боевой путь
С февраля 1942 года — участие в германо-советской войне, в составе группы армий «Центр». Бои в районе Великих Лук.
С осени 1943 года — в составе группы армий «Юг». Бои на Украине (Киев, Житомир).
В 1944 году — бои на западе Украины, с августа — отступление в Польшу.
В 1945 году — бои в Польше, отступление в Германию.

## Состав корпуса
В феврале 1942:
- 205-я пехотная дивизия
- 330-я пехотная дивизия

В августе 1943:
- 263-я пехотная дивизия
- 291-я пехотная дивизия

В сентябре 1944:
- 359-я пехотная дивизия
- 371-я пехотная дивизия

В марте 1945:
- 68-я пехотная дивизия
- 253-я пехотная дивизия

## Командующие корпусом
- С 20 января 1942 — генерал пехоты Курт фон дер Шевалери
- С 8 февраля 1944 — генерал пехоты Фридрих Шульц
- С 21 марта 1944 — генерал пехоты Эдгар Рёрихт
- С февраля 1945 — генерал-лейтенант Эрнст Зилер